# Fischbach (Lucerna)
Fischbach es una comuna suiza del cantón de Lucerna, situada en el distrito de Willisau. Limita al norte y al este con las comunas de Grossdietwil y Ebersecken, al sureste con Zell, al sur con Ufhusen, y al oeste con Gondiswil (BE).

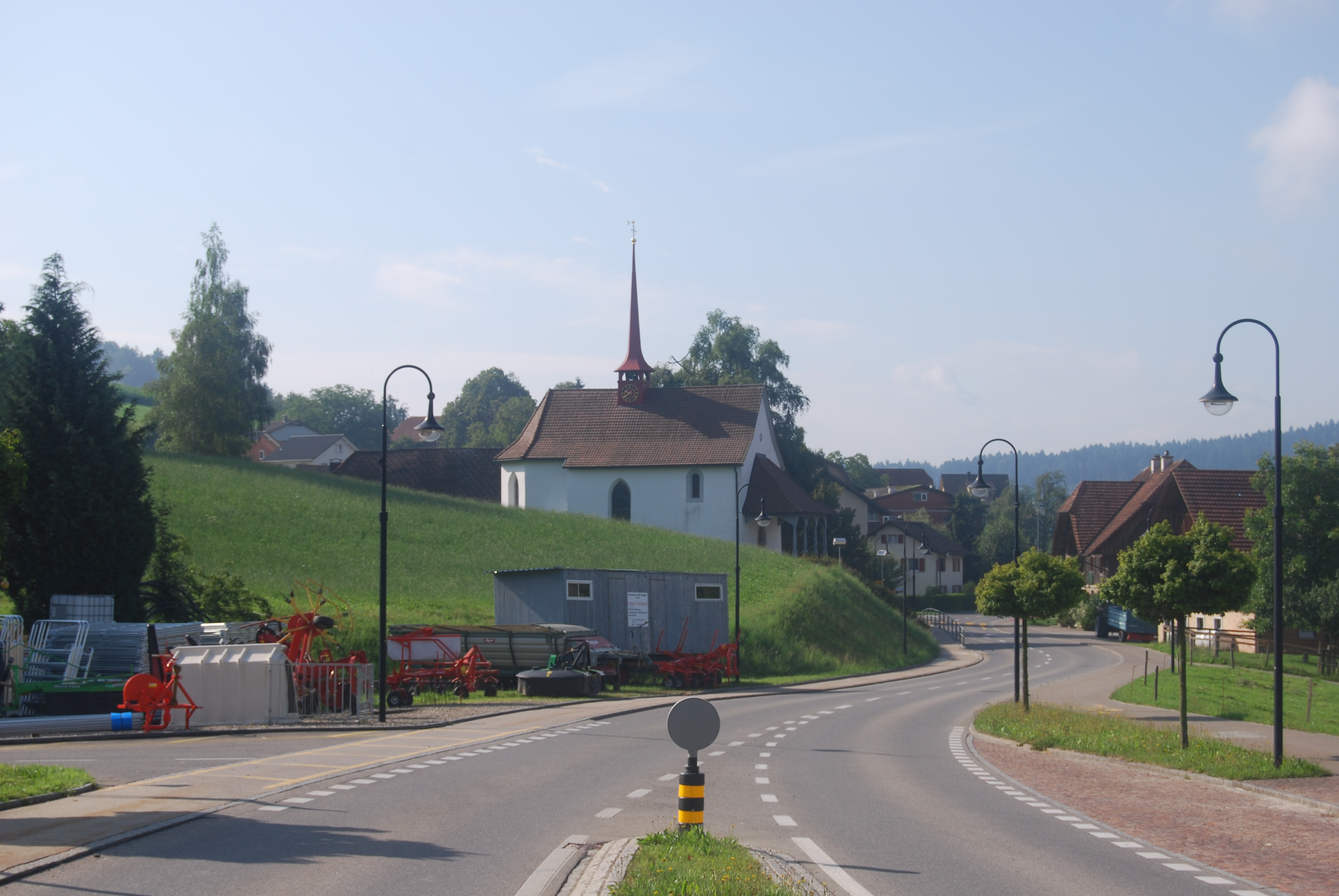
Fischbach